# 马特·豪泽
马特·豪泽（英語：Matt Hauser，1998年4月3日—），澳大利亚男子铁人三项运动员。他曾代表澳大利亚参加2018年和2022年英联邦运动会铁人三项比赛，获得一枚金牌和二枚铜牌。他也曾参加2020年夏季奥林匹克运动会。